# Mario Gentili (1962)
|  | No confondre amb el també ciclista Mario Gentili |

Mario Gentili (Roma, 5 de març de 1962) va ser un ciclista italià amateur, especialitzat en el mig fons. Va guanyar tres medalles, dues d'elles d'or, als Campionats del món d'aquesta modalitat.

## Palmarès
- 1986
  -  Campió del món de mig fons amateur
- 1987
  -  Campió del món de mig fons amateur
  - Vencedor d'una etapa al Cinturó a Mallorca